# Eliminatórias da Copa do Mundo FIFA de 1986 - África
Listados abaixo estão as datas e jogos das fases eliminatórias da Zona Africana (CAF) da Copa do Mundo FIFA de 1986. Um total de 28 países da CAF entraram na competição. Foram designadas 2 vagas à Zona Africana (de 24) na fase final da Copa.
Houve 4 fases de classificação:
- Primeira Rodada: 3 times, Argélia, Camarões e Gana receberam byes e avançaram à Segunda Rodada diretamente. Os 25 times restantes foram pareados para disputarem partidas de mata-mata em jogos de ida e volta. Os vencedores avançaram à Segunda Rodada.
- Segunda Rodada e Terceira Rodada: Em cada uma dessas fases, os times foram pareados para jogar partidas de mata-mata em jogos de ida e volta. Os vencedores avançaram à fase seguinte, até restarem apenas 4 times.
- Fase Final: Os 4 times foram pareados para jogarem um mata-mata em jogos de ida e volta. Os vencedores se classificaram.

## Primeira Rodada
| 28 de agosto de 1984 | Egito     | 1 – 0 | Zimbábue |                  |
|                      | A. Mayoub |       |          | Árbitro: Tesfaye |

| 30 de setembro de 1984 | Zimbábue | 1 – 1 | Egito       |                   |
|                        |          |       | E. Soleiman | Árbitro: Phambala |

Egito avançou à Segunda Rodada com 2–1 no agregado.
| 13 de outubro de 1984 | Quênia        | 2 – 1 | Etiópia |                       |
|                       | Kabu · Masiga |       | Kabede  | Árbitro: Mohamed Jama |

| 28 de outubro de 1984 | Etiópia                | 3 – 3 | Quênia                  |                   |
|                       | Dagme · Haile · Kabede |       | Ayoyi · Masiga · Oyango | Árbitro: Nkathazo |

Quênia avançou à Segunda Rodada com 5–4 no agregado.
| 15 de julho de 1984 | Maurício | 0 – 1 | Malawi |                     |
|                     |          |       | Phuka  | Árbitro: Ali Khamis |

| 28 de julho de 1984 | Malawi        | 4 – 0 | Maurício |                  |
|                     | Sinalo · Waya |       |          | Árbitro: Diramba |

Malawi avançou à Segunda Rodada com 5–0 no agregado.
| 29 de julho de 1984 | Zâmbia                        | 3 – 0 | Uganda |                |
|                     | K. Bwalya · Hangunyi · Msiska |       |        | Árbitro: Tahir |

| 25 de agosto de 1984 | Uganda   | 1 – 0 | Zâmbia |                     |
|                      | Katerega |       |        | Árbitro: Salahudeen |

Zambia avançou à Segunda Rodada com 3–1 no agregado.
|  | Madagascar | w/o | Lesoto [[Ficheiro:\|border\|22x20px\|link=Lesoto\|alt=Lesoto\|Lesoto]] |  |
|  |            |     | Desistiu                                                               |  |

Lesoto desistiu, então Madagascar avançou à Segunda Fase automaticamente.
| 13 de outubro de 1984 | Tanzânia | 1 – 1 | Sudão |                  |
|                       | Tind     |       | Mazda | Árbitro: Katumba |

| 27 de outubro de 1984 | Sudão | 0 – 0 | Tanzânia |                     |
|                       |       |       |          | Árbitro: Amin Salem |

O agregado ficou empatado em 1–1, todavia Sudão avançou à Segunda Rodada pelos gols fora.
| 30 de junho de 1984 | Serra Leoa | 0 – 1 | Marrocos |                 |
|                     |            |       | M. Merry | Árbitro: Agbala |

| 15 de julho de 1984 | Marrocos                  | 4 – 0 | Serra Leoa |               |
|                     | M. Merry · Dahan · Labied |       |            | Árbitro: Sene |

Marrocos avançou à Segunda Rodada com 5-0 no agregado.
|  | Líbia | w/o | Níger    |  |
|  |       |     | Desistiu |  |

Niger desistiu, então a Líbia avançou à Segunda Rodada automaticamente.
| 28 de outubro 1984 | Benim | 0 – 2 | Tunísia        |                   |
|                    |       |       | Gasri · Jeridi | Árbitro: Ouattara |

| 13 de novembro de 1984 | Tunísia                   | 4 – 0 | Benim |                   |
|                        | Jeridi · Gasri · Rakbaoui |       |       | Árbitro: Laouissi |

Tunísia avançou à Segunda Rodada com 6–0 no agregado.
|  | Guiné | w/o | Togo     |  |
|  |       |     | Withdrew |  |

Togo desistiu, então a Guiné avançou à Segunda Rodada automaticamente.
| 21 de outubro de 1984 | Costa do Marfim               | 4 – 0 | Gâmbia |                 |
|                       | A. Traoré · Ben Salah · N'Dri |       |        | Árbitro: Camara |

| 4 de novembro de 1984 | Gâmbia                   | 3 – 2 | Costa do Marfim   |                 |
|                       | M'Doure · B. Sow · Wadda |       | Tiehi · A. Traoré | Árbitro: Traoré |

Costa do Marfim avançou à Segunda Rodada com 6–3 no agregado.
| 20 de outubro de 1984 | Nigéria           | 3 – 0 | Libéria |                    |
|                       | Edobor · Adesinka |       |         | Árbitro: Ouedraogo |

| 4 de novembro de 1984 | Libéria | 0 – 1 | Nigéria |                 |
|                       |         |       | Temile  | Árbitro: Amadou |

Nigéria avançou à Segunda Rodadacom 4–0 no agregado.
| 1 de julho de 1984 | Angola | 1 – 0 | Senegal |                    |
|                    | Ivo    |       |         | Árbitro: Bantstmba |

| 15 de julho de 1984 | Senegal | 1 – 0 (a.e.t.) | Angola |                      |
|                     | K. Seye |                |        | Árbitro: Hioba-Hioba |

O placar agregado ficou em 1-1, todavia Angola avançou à Segunda Rodada ao vencer por 4–3 na disputa de pênaltis.

## Segunda Rodada
| 7 de abril de 1985 | Zâmbia                            | 4 – 1 | Camarões   |                     |
|                    | Chabala 24', 38', 40' · Njovu 28' |       | Aoudou 70' | Árbitro: Valdemarca |

| 21 de abril de 1985 | Camarões   | 1 – 1 | Zâmbia      |                 |
|                     | M'Fede 31' |       | Chilengi 5' | Árbitro: Dramba |

Zâmbia avançou à Terceira Rodada com 5–2 no agregado.
| 7 April 1985 | Marrocos                        | 2 – 0 | Malawi |                     |
|              | Haddaoui 10' · Dahan 75' (pen.) |       |        | Árbitro: Ben Naceur |

| 21 de abril de 1985 | Malawi | 0 – 0 | Marrocos |                 |
|                     |        |       |          | Árbitro: Charyu |

Marrocos avançou à Terceira Rodada com 2-0 no agregado.
| 31 de março de 1985 | Angola | 0 – 0 | Argélia |                 |
|                     |        |       |         | Árbitro: Camara |

| 19 de abril de 1985 | Argélia                                | 3 – 2 | Angola                       |                 |
|                     | Mansouri 14' · Menad 42' · Bouiche 87' |       | Makueria 78' · Ndonguidi 83' | Árbitro: Traoré |

Argélia avançou à Terceira Rodada com 3-2 no agregado.
| 6 de abril de 1985 | Quênia | 0 – 3 | Nigéria                          |                  |
|                    |        |       | Amo 12' · Kheri 45' · Yekini 47' | Árbitro: Kalombo |

| 20 de abril de 1985 | Nigéria                              | 3 – 1 | Quênia     |                |
|                     | Sadi 18' · Yekini 20' · Sofoluwe 89' |       | Masiga 36' | Árbitro: N'Jie |

Nigéria avançou à Terceira Rodada com 6-1 no agregado.
| 5 de abril de 1985 | Egito           | 1 – 0 | Madagascar |                  |
|                    | E. Soleiman 64' |       |            | Árbitro: Lacarne |

| 21 de abril de 1985 | Madagascar   | 1 – 0 (a.e.t.) | Egito |                       |
|                     | Rakotoarisoa |                |       | Árbitro: Picon-Ackong |

O placar agregado ficou empatado em 1–1, todavia o Egito avançou à Terceira Rodada com 4-2 na disputa por pênaltis.
| 10 de fevereiro de 1985 | Guiné | 1 – 0 | Tunísia |                 |
|                         | Diabe |       |         | Árbitro: Edoule |

| 24 de fevereiro de 1985 | Tunísia          | 2 – 0 | Guiné |                 |
|                         | Braham · N'Soumi |       |       | Árbitro: Sherif |

Tunísia avançou à Terceira Rodada com 2-1 no agregado.
| 22 de fevereiro de 1985 | Sudão | 0 – 0 | Líbia |                     |
|                         |       |       |       | Árbitro: Ali Khamis |

| 8 de março de 1985 | Líbia                             | 4 – 0 | Sudão |                |
|                    | Al-Bishari · A. Bani · A. Ibrahim |       |       | Árbitro: Djibo |

Líbia avançou à Terceira Rodada com 4-0 no agregado.
| 7 de abril de 1985 | Costa do Marfim | 0 – 0 | Gana |                   |
|                    |                 |       |      | Árbitro: Laouissi |

| 21 de abril de 1985 | Gana             | 2 – 0 | Costa do Marfim |                    |
|                     | Al-Hassan · N'Ti |       |                 | Árbitro: Bantsimba |

Gana avançou à Terceira Rodada com 2-0 no agregado.

## Terceira Rodada
| 13 de julho de 1985 | Argélia                    | 2 – 0 | Zâmbia |                        |
|                     | Bensaoula 15' · Madjer 84' |       |        | Árbitro: Hussam El-Din |

| 28 de julho de 1985 | Zâmbia | 0 – 1 | Argélia       |                       |
|                     |        |       | Bensaoula 78' | Árbitro: Picon-Ackong |

Argélia avançou à fase final com 3-0 no agregado.
| 14 de julho de 1985 | Gana | 0 – 0 | Líbia |               |
|                     |      |       |       | Árbitro: Faye |

| 26 de julho de 1985 | Líbia                             | 2 – 0 | Gana |                   |
|                     | Senussi 40' · Al-Badhi 75' (pen.) |       |      | Árbitro: Laouissi |

Líbia avançou à fase final com 2-0 no agregado.
| 6 de julho de 1985 | Nigéria   | 1 – 0 | Tunísia |                  |
|                    | Isima 77' |       |         | Árbitro: Diramba |

| 20 de julho de 1985 | Tunísia        | 2 – 0 | Nigéria |                 |
|                     | Jeridi 8', 28' |       |         | Árbitro: Hansal |

Tunísia avançou à fase final com 2-1 no agregado.
| 12 de julho de 1985 | Egito | 0 – 0 | Marrocos |                     |
|                     |       |       |          | Árbitro: Valdemarca |

| 28 de julho de 1985 | Marrocos                     | 2 – 0 | Egito |               |
|                     | Timoumi 37' · Bouderbala 82' |       |       | Árbitro: Sene |

Marrocos  avançou à fase final com 2-0 no agregado.

## Fase Final
| 6 de outubro de 1985 | Tunísia      | 1 – 4 | Argélia                                   |                    |
|                      | Rakbaoui 16' |       | Madjer 24' · Menad 43', 87' · K. Said 67' | Árbitro: Schoeters |

| 18 de outubro de 1985 | Argélia                          | 3 – 0 | Tunísia |                 |
|                       | Madjer 8' · Menad 34' · Yahi 78' |       |         | Árbitro: Galler |

Argélia classificada com 7-1 no agregado.
| 6 de outubro de 1985 | Marrocos                    | 3 – 0 | Líbia |                |
|                      | Bouderbala · Byaz · Timoumi |       |       | Árbitro: Chayu |

| 18 de outubro de 1985 | Líbia   | 1 – 0 | Marrocos |                  |
|                       | Ferjani |       |          | Árbitro: Agnolin |

Marrocos classificado com 3-1 no agregado.